# Steven F. Udvar-Házy
Steven Ferencz Udvar-Házy (/ˈudvɒrhaːzi/; nascut el 1946), també conegut com a István o Steve Hazy, és un empresari multimilionari estatunidenc i el conseller delegat d'Air Lease Corporation. És l'expresident i conseller delegat d'International Lease Finance Corporation (ILFC), un dels dos principals arrendadors d'aeronaus del món (juntament amb GE Capital Aviation Services). El 2011, era la 409a persona més rica del món segons la revista Forbes, amb un actiu net de 3.200 milions de dòlars.

## Infància i joventut
La família Udvar-Házy es mudà als Estats Units el 1958 per fugir de l'ocupació soviètica d'Hongria. Udvar-Házy estudià al University High School de Los Angeles, i la Universitat de Califòrnia a Los Angeles.

## Carrera
Udvar-Házy estava en la tercera dècada de la seva vida durant la fase final de la transició d'avions de turbohèlices a avions de reacció, a mitjans i finals de la dècada del 1960, i s'adonà que la major inversió de capital necessària per adquirir avions de reacció representava una oportunitat per a una empresa d'arrendament. Fundà ILFC amb el seu compatriota Leslie Gonda i el seu fill Louis Gonda el 1973, arrendant un sol Douglas DC-8 de segona mà a Aeroméxico. Marxà d'ILFC el febrer del 2010 i fundà Air Lease Corporation.
El 2016, el primer ministre d'Hongria, Viktor Orbán, condecorà Udvar-Házy amb la Gran Creu de l'Orde del Mèrit d'Hongria per les seves contribucions a la indústria aèria.

## Filantropia
Udvar-Házy feu un donatiu de 66 milions de dòlars a la Smithsonian Institution que permeté al Museu Nacional de l'Aire i l'Espai dels Estats Units construir l'annex del Centre Steven F. Udvar-Hazy a l'Aeroport Internacional de Washington-Dulles. El 2006, l'annex contenia més de 120 aeronaus i 140 objectes relacionats amb l'exploració de l'espai, i actualment la seva col·lecció inclou el transbordador espacial Discovery. Està previst que s'hi acabin instal·lant més de 300 aeronaus.
La família Udvar-Házy feu una contribució financera per a la construcció del Christine and Steven F. Udvar-Hazy Library and Learning Center al campus de la Universitat Aeronàutica Embry–Riddle a Prescott. Fou el donatiu més gran fet a la universitat fins aleshores. L'edifici de negocis de la Universitat Estatal Dixie fou anomenat en honor dels seus pares.

## Vida personal
Està casat amb quatre fills i viu a Beverly Hills (Califòrnia).